# 拉里撒的波吕克雷图斯
波吕克雷图斯（英語：Polycleitus or Polyclitus of Larissa），约活动于公元前4世纪20年代。古希腊亚历山大大帝时期的历史学家之一，生活于拉里撒，他擅常于对历史事件进行记述，其作品《历史》为古希腊学者斯特拉波与埃拉托斯塞奈斯所引用。具有较强的史料与研究价值。他有女儿奥林匹亚科斯（英語：Olympias），嫁给德米特里，有子安提柯三世。